# Streamer 1014
Streamer 1014 / Streamer 2014 — травматический пистолет, разработанный турецкой компанией Target Technologies для продаж в России.
С 1 июля 2011 года импорт пистолетов Streamer в Россию запрещён, однако с 2014 года в России началось лицензионное производство Streamer 9 mm P.A. — всё того же «Стримера 2014», но с некоторыми изменениями, в частности:
1. Ограничение возможной мощности выстреливаемых патронов (до 91 дж);
2. Замена некоторых деталей, ранее состоявших из сплава, стальными;
3. Преграды в стволе для предотвращения выстрела твёрдым предметом стали несколько более крупными.

## Конструкция
Пистолет Streamer 1014 разработан для стрельбы патронами с резиновой пулей. Пистолеты имеют 3 варианта исполнения: черное глянцевое и чёрное матовое покрытие; а также покрытие цвета титан. Пластиковая рукоятка пистолета имеет два цвета исполнения: черный и коричневый «под дерево».
Принцип работы построен на отдаче свободного затвора. Основные узлы пистолета изготовлены из армированного сплава ЦАМ (цинк, алюминий, магний), что как показал многочисленный опыт использования не повлияло на надёжность оружия, так как все ключевые узлы дополнительно усилены стальными вкладками.
Пистолет имеет двухрядный магазин с перестроением в один ряд. Согласно закону об оружии его ёмкость не должна превышать 10 патронов, но фактически в него помещается 14, что обеспечивает большой боезапас при относительно небольших габаритах, но при этом увеличивает толщину рукоятки.
Пистолет обладает относительно небольшими габаритами и относительно толстой рукояткой 35 мм.
Эргономика пистолета односторонняя и в целом обеспечивает удобство в обращении, но только правшам.
Имеется автоматическая затворная задержка, флажок предохранителя имеет алгоритм работы привычный российским пользователям («выключен» — вниз).
Кнопка защёлки магазина расположена в основании спусковой скобы слева. Неполная разборка для чистки и смазки осуществляется после отделения затворной задержки, что не требует специальных знаний и умений.
Пистолет Streamer имеет ударно-спусковой механизм двойного действия с открытым курком, он позволяет вести стрельбу как самовзводом, так и с предварительным взводом курка, имеется предохранительный взвод курка (за исключением самой первой партии). На пистолете имеется флажковый предохранитель не блокирующий УСМ, а лишь разъединяющий тягу спускового крючка с УСМ и не блокирующий ударник и курок, что является небезопасным для ношения патрона в патроннике.
В наиболее напряжённых местах пистолет имеет стальные вставки, несмотря на то, что пистолет сделан из сплава, это никак не повлияло на его надёжность, неоднократный опыт эксплуатации пистолета в течение нескольких лет показал, что он успешно преодолевает ресурсный настрел в 3 000 выстрелов, заявленный производителем. Единовременный отстрел 500 патронов в течение 19 минут в передаче «Гонка вооружений» лишний раз подтвердил надёжность этого оружия.
Ствол пистолета имеет стальную вставку (лейнер) в области патронника, в которую в соответствии с криминалистическими требованиями, установлены преграды (зубы), не позволяющие произвести выстрел твёрдым предметом.
Стальная часть ствола сварена под прессом с корпусом из сплава, который соединен с рамой в неразборном виде.
За счёт удачной конструкции ствола в пистолете можно использовать широкую гамму патронов разной мощности, обладая при этом отличной точностью, кучностью.
Специфика конструкции ствола позволяет получать значительно большую энергию пули по сравнению с конкурирующими моделями пистолетов при стрельбе одинаковыми патронами.
Наиболее подверженные износу части: зеркало и гребень затвора.

## Варианты и модификации
- Streamer 1014 — первая модель под патрон 9 мм Р. А. Сертифицирован в Российской Федерации и поступил в коммерческую продажу в 2007 году
  - «Беркут-Streamer» — Streamer 1014, сертифицированный на Украине компанией ООО «Беркут»[2]
- Streamer T — модель под патрон 10×22 мм Т.
- Streamer 2014 — усовершенствованная модель под патрон 9 мм Р. А., с усиленной возвратной пружиной, изменённым экстрактором и возможностью стрельбы более мощными патронами. В коммерческой продаже с 2009 года.

## Известные факты
Из пистолета Streamer Асланом Черкесовым был убит Егор Свиридов, что вызвало большой общественный резонанс, массовые акции протеста в 12-ти городах России.
Из пистолета Streamer студентка Плехановского института Александра Лоткова выстрелила в Ивана Белоусова и Ибрагима Курбанова, за что 20 марта 2013 года была осуждена на 3 года лишения свободы, с отбыванием срока в колонии общего режима. 2 декабря 2014 года девушка была освобождена условно-досрочно.
18 февраля 2014 года из пистолета Streamer в Петербурге был убит Мурад Агамирзоев — курсант университета МВД. Ответственность за убийство взяла на себя националистическая организация «Русское освободительное движение».